# Walter Major

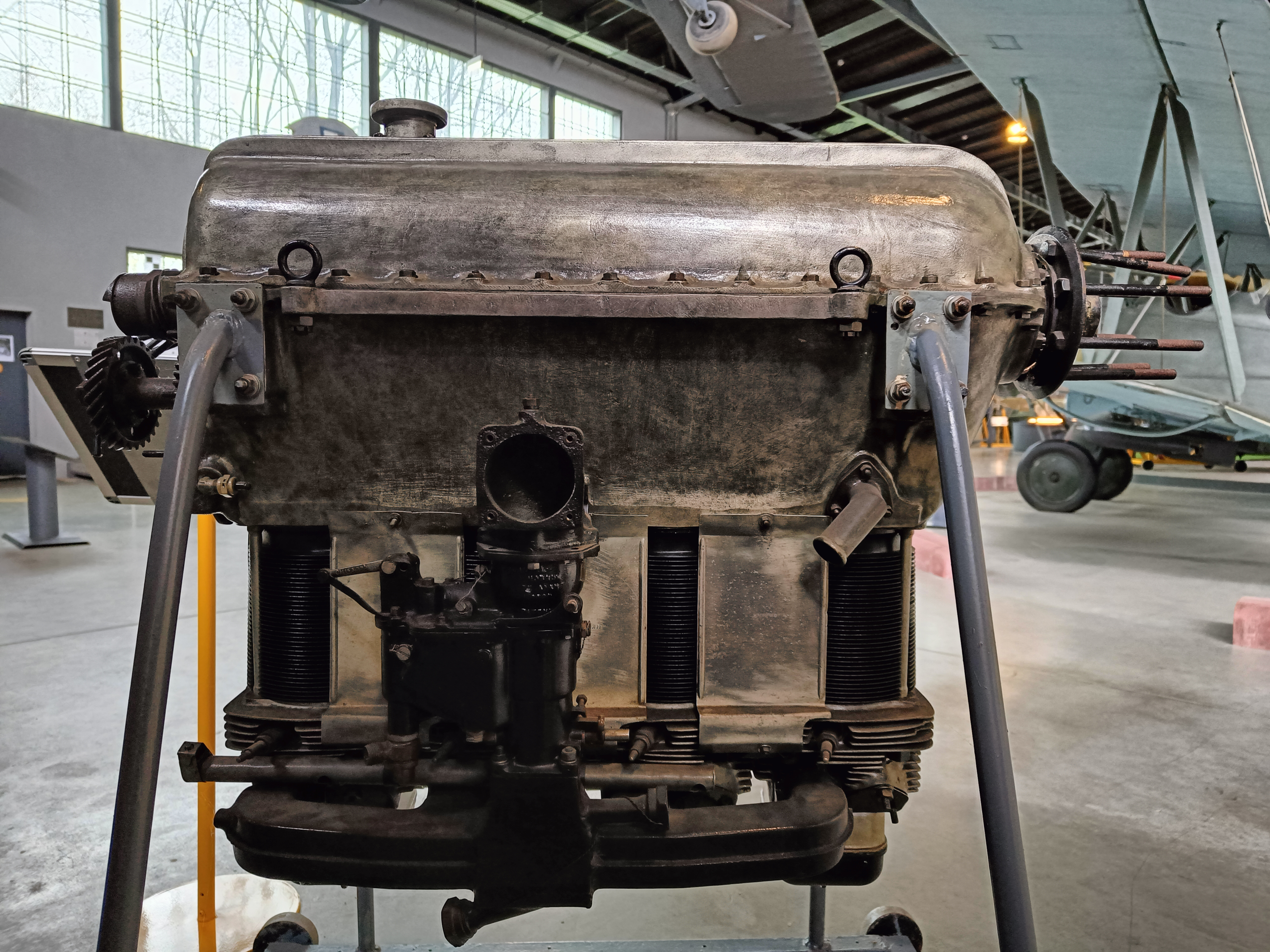
Walter Major 4, 1935

 Der Walter Major ist ein Flugmotor des tschechoslowakischen Herstellers Walter Motors a.s. Er wurde in den Ausführungen als Vierzylinder (Major 4) ab 1933 und Sechszylinder (Major 6) ab 1934 produziert.

## Aufbau
Der Walter Major ist ein luftgekühlter Viertakt-Reihenmotor. Die hängend angeordneten und mit je zwei Ventilen versehenen Zylinder bestehen aus Stahllaufbuchsen mit verbolzten Leichtmetallköpfen. Sie werden über Stoßstangen und Schwinghebel durch eine Nockenwelle im Kurbelgehäuse angesteuert. Die Kurbelwelle mit Leichtmetallpleueln verläuft in Gleitlagern. Die Sechszylindervariante besitzt zwei Vergaser im Gegensatz zum Vierzylindermotor, der über nur einen verfügt.

## Einsatz
- RWD-20
- Zlín Z-XIII

Des Weiteren wurde der Waltor Major in mehreren Flugzeugtypen von Beneš-Mráz verwendet. Im Einzelnen waren das die Be-52, Be-56, Be-250, Be-251, Be-502  (Major 4) und Be-156 (Major 6).

## Technische Daten
| Kenngröße              | Walter Major 4-I            | Walter Major 6-I             |
| ---------------------- | --------------------------- | ---------------------------- |
| Bohrung                | 118 mm                      | 118 mm                       |
| Hub                    | 140 mm                      | 140 mm                       |
| Zylinderhubraum        | 1,5 l                       | 1,5 l                        |
| Gesamthubraum          | 6,1 l                       | 9,2 l                        |
| Verdichtungsgrad       | 5,2                         | 5,2                          |
| Länge                  | 1180 mm                     | 1520 mm                      |
| Breite                 | 510 mm                      | 490 mm                       |
| Höhe                   | 770 mm                      | 830 mm                       |
| Nennleistung           | 120 PS (88 kW) bei 2100/min | 190 PS (140 kW) bei 2100/min |
| Vollleistung           | 130 PS (96 kW) bei 2350/min | 205 PS (151 kW) bei 2350/min |
| Trockenmasse ohne Nabe | 142 kg                      | 181 kg                       |
| Leistungsgewicht       | 1,09 kg/PS                  | 0,85 kg/PS                   |
| Hubraumleistung        | 21,2 PS/l                   | 22,3 PS/l                    |
| Kraftstoffverbrauch    | 30,5 kg/h bei 120 PS        | 48,5 kg/h bei 190 PS         |
| Schmierstoffverbrauch  | 1,5 kg/h bei 120 PS         | 1,8 kg/h bei 190 PS          |
| Oktanzahl              | 73                          | 73                           |